# Baixa Áustria
A Baixa Áustria (em alemão Niederösterreich) é um estado do nordeste austríaco.

## Geografia
Além de circundar a capital federal em sua porção centro-oriental, o Estado tem como fronteiras a República Checa a norte e a Eslováquia a nordeste, além dos Länder do Burgenland a sudeste, Estíria a sul e Alta Áustria a oeste.
Sua capital é, desde 1986, Sankt Pölten.
Os seus 19 174 km² de área tornam-no o maior estado (Land) do país.

## População
A Baixa Áustria tem 1 597 606 de habitantes em 2008. A sua população é ligeiramente inferior à vienense. 6,3% dos habitantes da Baixa Áustria são estrangeiros.

### Religião

#### Religiões em 2001
- Catolicismo: 79,3%
- Protestantismo: 3,3%
- Islã: 3,2%
- Sem religião: 10,8%

## Política
A política no estado é dominado por a Partido Popular Austríaco. Desde 1945, o landeshauptmann é da ÖVP.

### Monumentos

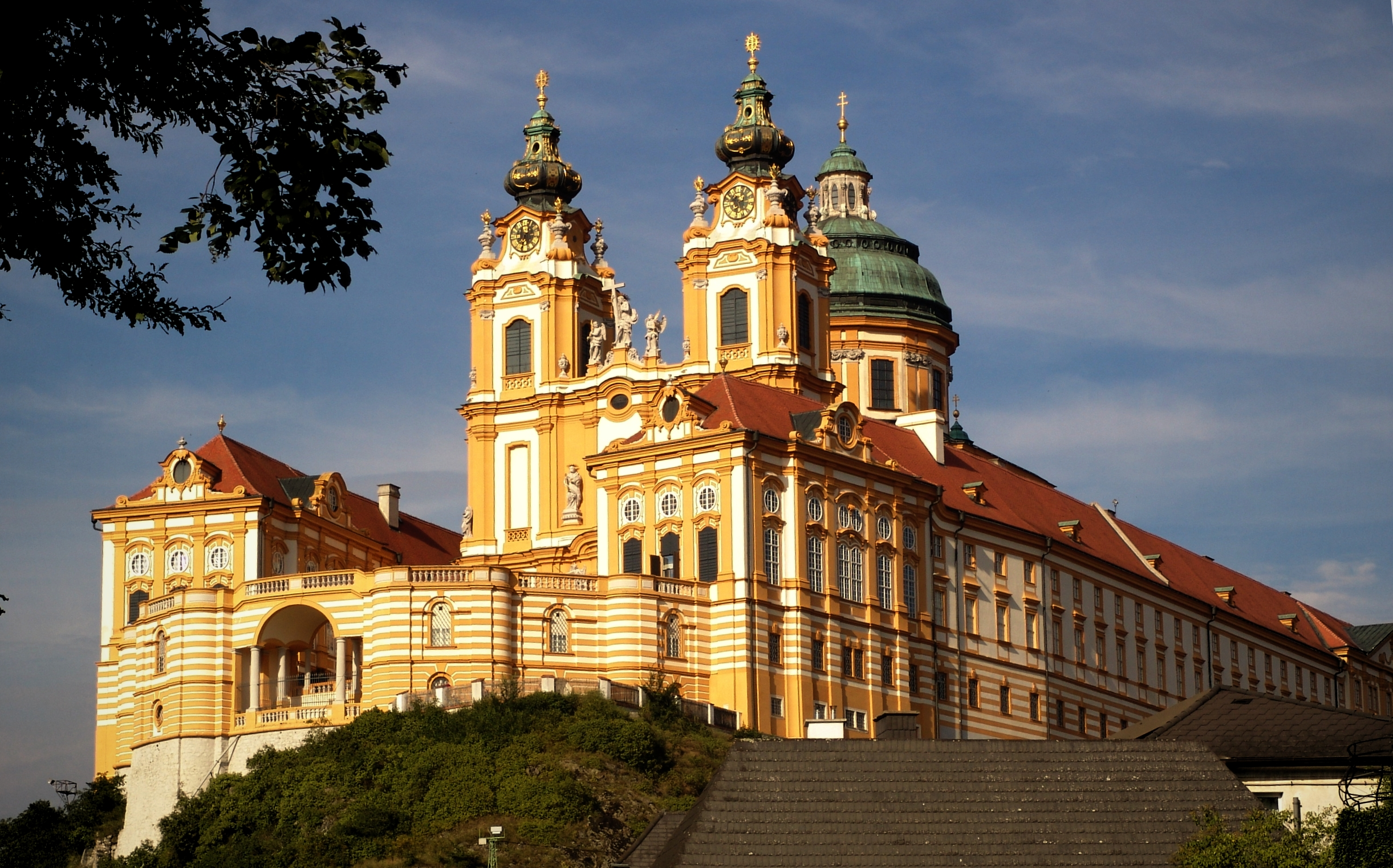
Stift Melk

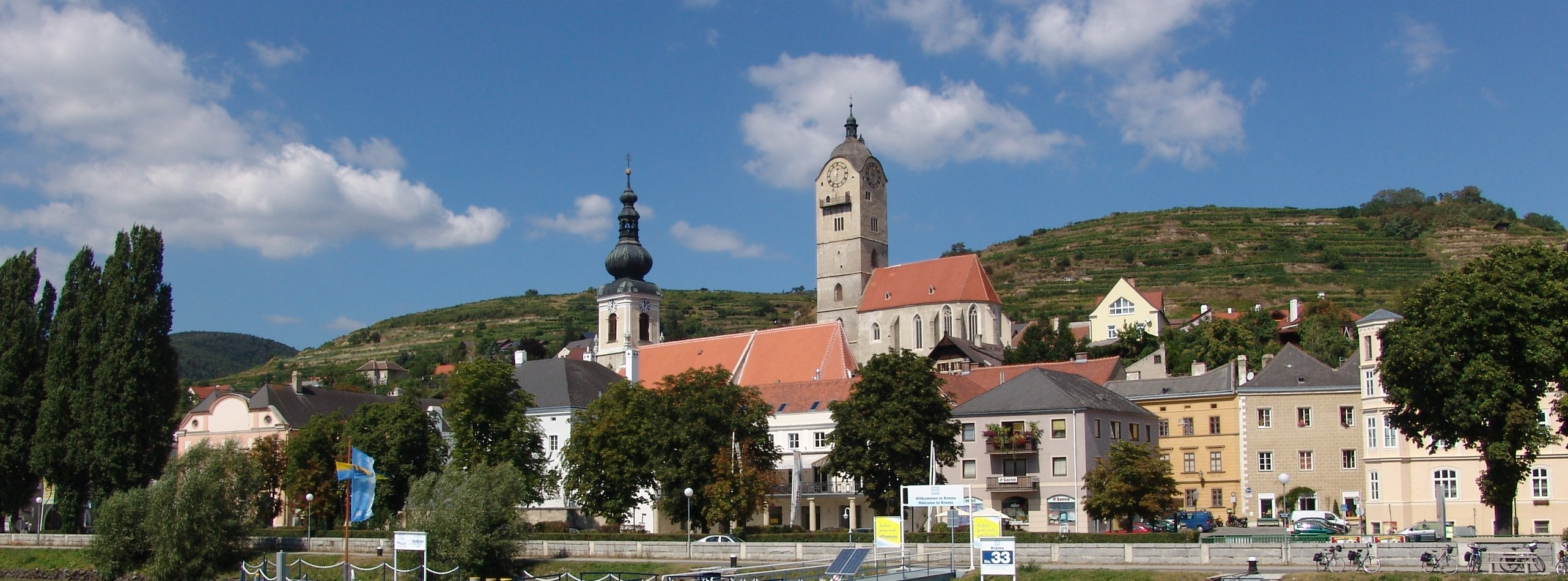
Krems

### Oslandeshauptleute
| Landeshauptmann        | Partido | Início do mandato      | Fim do mandato         |
| ---------------------- | ------- | ---------------------- | ---------------------- |
| Leopold Steiner        | CS      | 5 de Novembro de 1918  | 20 de Maio de 1919     |
| Albert Sever           | SDAPÖ   | 20 de Maio de 1919     | 10 de Novembro de 1920 |
| Johann Mayer           | CS      | 10 de Novembro de 1920 | 9 de Junho de 1922     |
| Karl Buresch           | CS      | 9 de Junho de 1922     | 31 de Julho de 1931    |
| Josef Reither          | CS      | 31 de Julho de 1931    | 19 de Maio de 1932     |
| Karl Buresch           | CS      | 19 de Maio de 1932     | 18 de Maio de 1933     |
| Josef Reither          | CS,VF   | 18 de Maio de 1933     | 30 de Julho de 1934    |
| Eduard Baar-Baarenfels | VF      | 30 de Julho de 1934    | 17 de Outubro de 1935  |
| Josef Reither          | VF      | 17 de Outubro de 1935  | 12 de Março de 1938    |
| Roman Jäger            | NSDAP   | 12 de Março de 1938    | 24 de Maio de 1938     |
| Hugo Jury              | NSDAP   | 24 de Maio de 1938     | 8 de Maio de 1945      |
| Leopold Figl           | ÖVP     | 25 de Maio de 1945     | 15 de Outubro de 1945  |
| Josef Reither          | ÖVP     | 15 de Outubro de 1945  | 4 de Maio de 1949      |
| Johann Steinböck       | ÖVP     | 4 de Maio de 1949      | 14 de janeiro de 1962  |
| Leopold Figl           | ÖVP     | 14 de janeiro de 1962  | 9 de maio de 1965      |
| Eduard Hartmann        | ÖVP     | 16 de maio de 1965     | 14 de outubro de 1966  |
| Andreas Maurer         | ÖVP     | 24 de novembro de 1966 | 22 de janeiro de 1981  |
| Siegfried Ludwig       | ÖVP     | 22 de Janeiro de 1981  | 20 de Outubro de 1992  |
| Erwin Pröll            | ÖVP     | 20 de Outubro de 1992  | 20 de Abril de 2017    |
| Johanna Mikl-Leitner   | ÖVP     | 20 de Abril de 2017    | -                      |

### Landtag
O Landtag é o parlamento do land.
| Partido   | 2008 | 2003 | 1998 | 1993 | 1988 | 1983 |
| --------- | ---- | ---- | ---- | ---- | ---- | ---- |
| ÖVP       | 31   | 31   | 27   | 26   | 29   | 32   |
| SPÖ       | 15   | 19   | 18   | 20   | 22   | 24   |
| Os Verdes | 4    | 4    | 2    | 0    | 0    | 0    |
| FPÖ       | 6    | 2    | 9    | 7    | 5    | 0    |
| LİF       |      |      | 0    | 3    |      |      |

| Distrito               | Capital                | área (km²) | População (1 de janeiro de 2010) |
| ---------------------- | ---------------------- | ---------- | -------------------------------- |
| Amstetten              | Amstetten              | 1 187,97   | 112 227                          |
| Baden                  | Baden                  | 753,37     | 136 950                          |
| Bruck an der Leitha    | Bruck an der Leitha    | 494,95     | 42 580                           |
| Gänserndorf            | Gänserndorf            | 1 271,31   | 94 924                           |
| Gmünd                  | Gmünd                  | 786,24     | 38 219                           |
| Hollabrunn             | Hollabrunn             | 1 010,72   | 50 420                           |
| Horn                   | Horn                   | 783,99     | 31 529                           |
| Korneuburg             | Korneuburg             | 626,50     | 74 450                           |
| Krems an der Donau     | cidade estatutária     | 51,61      | 23 813                           |
| Krems (Land)           | Krems an der Donau     | 923,95     | 55 604                           |
| Lilienfeld             | Lilienfeld             | 931,55     | 26 730                           |
| Melk                   | Melk                   | 1 013,62   | 76 498                           |
| Mistelbach             | Mistelbach             | 1 291,30   | 74 153                           |
| Mödling                | Mödling                | 277,02     | 113 329                          |
| Neunkirchen            | Neunkirchen            | 1 146,35   | 85 870                           |
| St. Pölten             | cidade estatutária     | 108,48     | 51 688                           |
| St. Pölten (Land)      | Sankt Pölten           | 1 121,61   | 96 497                           |
| Scheibbs               | Scheibbs               | 1 023,49   | 41 227                           |
| Tulln                  | Tulln an der Donau     | 658,03     | 69 894                           |
| Waidhofen an der Ybbs  | cidade estatutária     | 131,52     | 11 527                           |
| Waidhofen an der Thaya | Waidhofen an der Thaya | 669,14     | 27 098                           |
| Wiener Neustadt        | cidade estatutária     | 60,96      | 40 708                           |
| Wiener Land (Land)     | Wiener Neustadt        | 969,72     | 74 798                           |
| Zwettl                 | Zwettl                 | 1 399,76   | 44 036                           |
| Baixa Áustria          | St. Pölten             | 19 177,64  | 1 607 976                        |